# Айтуган (Альшеєвський район)
Айтуга́н (рос. Айтуган, башк. Айтуған) — присілок у складі Альшеєвського району Башкортостану, Росія. Входить до складу Гайніямацької сільської ради.
Населення — 16 осіб (2010; 19 в 2002).
Національний склад:
- татари — 63 %
- башкири — 32 %